# 中国石油大学
中国石油大学可以指代以下两所事实上独立、分别具有法人资格且同名的大学：
- 中国石油大学（华东）：位于山东省青岛市黄岛区。
- 中国石油大学（北京）：主校区位于北京市昌平区，第二校区位于新疆维吾尔自治区克拉玛依市。